# UFC Fight Night: Belfort vs. Henderson II
UFC Fight Night: Belfort vs. Henderson II foi um evento de artes marciais mistas promovido pelo Ultimate Fighting Championship, ocorrido em 9 de novembro de 2013 no Goiânia Arena, em Goiânia, no Brasil.

## Background
O evento principal foi a luta entre Vitor Belfort e Dan Henderson na categoria dos meio-pesados.
O evento também contou com a luta chamada por muitos de "A Verdadeira Final do TUF" entre os médios Cezar Mutante e Daniel Sarafian no co-evento principal. 
O americano Quinn Mulhern era esperado para enfrentar o brasileiro Thiago Tavares, porém uma lesão causou a sua retirada do evento e sendo substituído pelo também americano Justin Salas.
No evento era esperado para ter a luta entre os brasileiros Lucas Mineiro e Johnny Eduardo porém os dois lutadores se lesionaram e foram retirados do card. 

## Bônus da Noite
- Luta da Noite (Fight of the Night):  Thiago Bodão vs.  Omari Akhmedov
- Nocaute da Noite (Knockout of the Night):  Vitor Belfort
- Finalização da Noite (Submission of the Night):  Adriano Martins